# 文國現
文國現（1949年1月12日—），是韓國首爾出身的政治人物、環保人士與商人。在2007年大韓民國總統選舉中代表創造韓國黨（창조한국당）參選，取得5.8%的得票率，排行第四。他是個佛教徒。
他在1972年於韓國外國語大學取得英文學士學位，然後在首爾大學就讀經營學的後學士學程。
他在韓國造紙業Yuhan-Kimberly公司（유한킴벌리）開始他的事業。1983年，他花了一整年在美國學習管理學的新穎內容。在回國後，他發展出所謂的「環境管理」（environmental management）概念，著重於數位列印（Digital printing）技術與再生紙（Recycled paper）的使用。
1995年，他成為Yuhan-Kimberly公司的執行長。1996年，他被任命為聯合國環境署韓國發展組織委員長。在1997年金融風暴中，他發展了新的輪班（Shift work）制度，即工人四天每日工作12小時，然後再休假四天。
2007年8月，他辭掉Yuhan-Kimberly公司的工作，準備參加2007年大韓民國總統選舉。同年10月，他獲得創造韓國黨（창조한국당）的提名，主要政見是反貪腐（anti-corruption）、親環保（Pro-Environment）政策、以及對勞工運動的部分支持等等。

## 外部連結
- 官方網站
- 個人網誌 （页面存档备份，存于）